# Obviňování oběti
Obviňování oběti (anglicky victim blaming) nastává, když oběť trestného činu nebo jakéhokoliv neoprávněného či nespravedlivého činu je úplně nebo částečně obviňována za škodu, která na ní byla napáchána. Studium viktimologie se snaží zmírnit vnímání obětí jako viníků. V případech, kdy se oběť např. znásilnění či loupeže s pachatelem zná, existuje větší tendence k obviňování oběti.
Argumenty pro obviňování oběti typicky znějí ve smyslu, že si „o to říkala“ nebo že pachatele „provokovala“ nebo že pachatel prakticky neměl na výběr zachovat se jinak než daným způsobem. Obviňování oběti je typické u násilných fyzických činů, jako je znásilnění, a také u psychické agrese, citového týrání či manipulace, jako je gaslighting, anebo kombinace psychické a fyzické agrese u domácího násilí. Obviňování oběti je také typickým obranným mechanismem manipulátorů a agresorů: „[agresor] by se nemusel chovat násilně, kdyby se oběť chovala tak, jak on požaduje“.
Oběti psychického i fyzického násilí jsou také obviňovány z toho, že se útoku „vystavují“ a že se dostatečně (preventivně) nevyhýbají tomu, aby k útoku na ně došlo. Pachatel psychického nebo fyzického domácího násilí také často obviňuje svou oběť z nevděčnosti, když se oběť brání pachateli, který je zároveň poskytovatelem finančního příjmu nebo jakékoliv pomoci. Obvyklý mýtus, že osoba, která poskytuje pomoc, zároveň nemůže být násilníkem, napomáhá přehlížení toho, že násilníci naopak využívají svého postavení poskytovatele a autority k následnému zneužívání oběti.